# 瓦尔德克赖堡
瓦尔德克赖堡（德語：Waldkraiburg，發音：[valtˈkʁaɪbʊʁk] ⓘ）是德国巴伐利亚州上巴伐利亚行政区因河畔米尔多夫县的城市，面积21.56平方千米，2023年12月31日人口为24,604人。

## 友好城市
- 法國 萨特鲁维尔